# Orzk
Orzk – wieś w Polsce położona w województwie łódzkim, w powiecie pabianickim, w gminie Dłutów.
Między wsią Orzk a wsią Świerczyna znajduje się linia zachowanych okopów przeciwczołgowych z czasów II wojny światowej.
W Orzku istniała filia szkoły podstawowej w Dłutowie – zlikwidowana w wyniku reformy szkolnictwa.
Prywatna wieś duchowna Orzek położona była w drugiej połowie XVI wieku w powiecie piotrkowskim województwa sieradzkiego, własność krakowskiej kapituły katedralnej. W latach 1975–1998 miejscowość administracyjnie należała do województwa piotrkowskiego.
W 1943 Niemcy wprowadzili nazwę okupacyjną Orschk.